# Felkelő Nap érdemrend
A Felkelő Nap érdemrend (旭日章, Kjokudzsicu-só) egy japán kitüntetés, amelyet 1875-ben alapított Meidzsi japán császár. Ez volt az első nemzeti kitüntetés, amit a japán kormány adományozott, 1875. április 10-én alkotta meg az Állami Tanács. A kitüntetés a felkelő Nap sugarait ábrázolja, annak erőteljes energiáját szimbolizálja, illetve magát Japánt is.

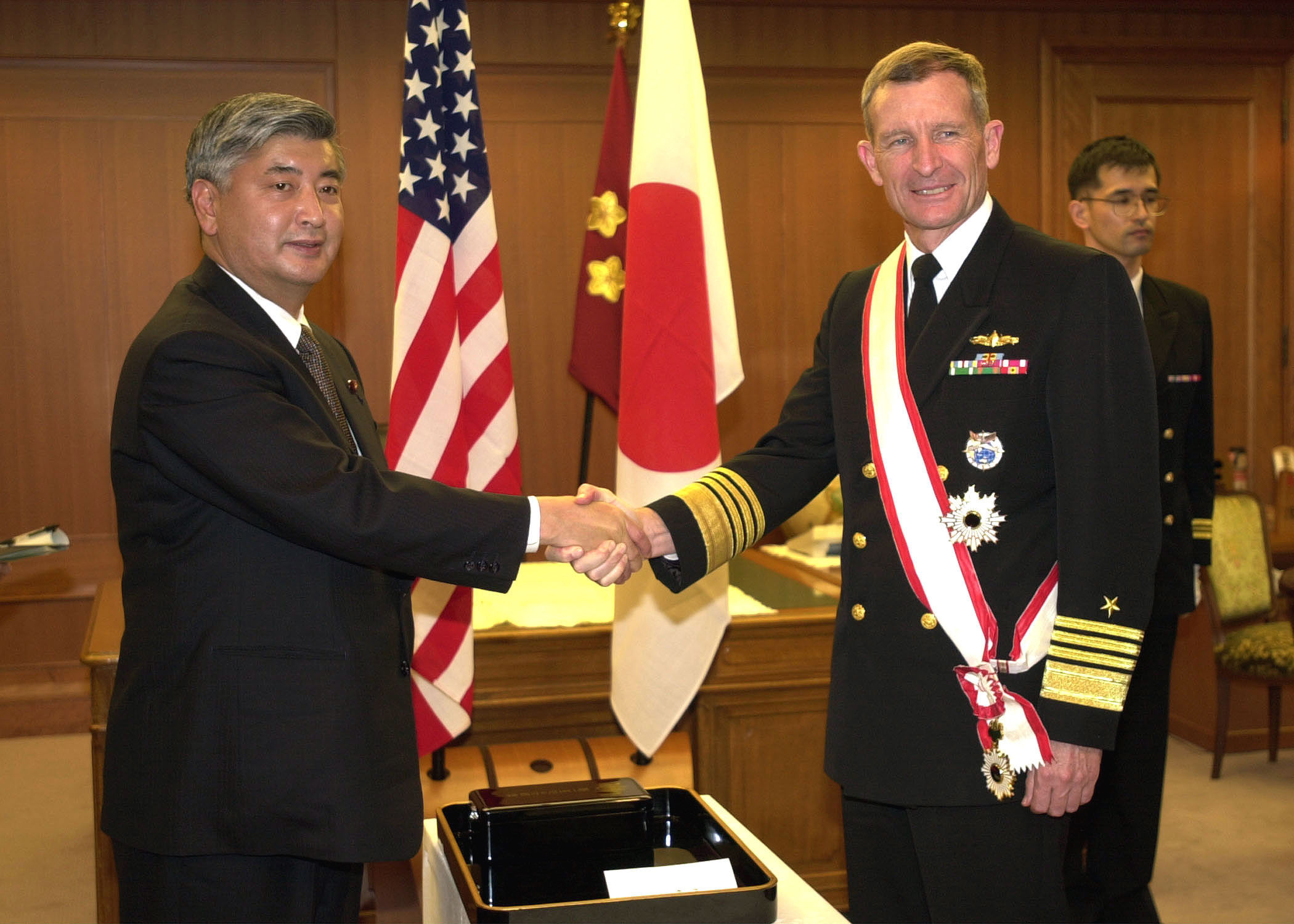
Dennis C. Blair, az amerikai haditengerészet admirálisa a kitüntetés átvételekor (2002)

A kitüntetést olyan személyek kapják, akik kiváló eredményeket értek el a következő területek valamelyikén: nemzetközi kapcsolatok, a japán kultúra terjesztése, fejlesztés a saját szakterületen, a jólét fejlesztése vagy a környezet megóvása. 2003-tól a rend legmagasabb szintű fokozata önálló renddé vált Paulownia virág-rend nagy zsinórja néven.
A Felkelő Nap érdemrend a harmadik legmagasabb, japán kormány által adományozott kitüntetés, azonban a legmagasabb általánosan adományozott rend. Ugyanis Japán legmagasabb kitüntetése, a Krizantém-rend, állami vezetőknek vagy uralkodóknak fenntartott rend, a második legmagasabbat pedig, a Paulownia virág-rendet általában politikusok kapják.
Eme kitüntetés mai változatát nem japán személyek is megkaphatják 1981 óta, bár több külföldinek is adományozták már a második világháború előtt is. 2003 óta pedig női kitüntetettek is vannak, ezt megelőzően a nők a Drága korona-rendet kaphatták meg. A kitüntetés átadását a miniszterelnök dekorációs hivatala adminisztrálja. A császár nevében adományozzák és posztumusz is adható.

## Fokozatai
A rendet 2003-ig kilenc fokozatban adták át, akkor önálló renddé vált a Paulownia virág-rend nagy zsinórja, a két legalacsonyabbat pedig megszüntették. Azóta hat fokozata létezik. Általában egy diploma is társul a rendfokozat mellé és ritkán a császár személyes aláírása is rákerül.

## Kinézete
A nagy zsinór és a második fokozata csillaga egy nyolcágú ezüst csillag, minden ágának három különböző ezüst sugara van, a központi embléma a jelvénnyel azonos. A nagy zsinórt a bal mellkason, a második fokozatot a jobb mellkason kell viselni.
A nagy zsinór és a hatodik fokozat jelvénye egy nyolcágú érem közepén vörös napkoronggal, aranyozott pontokkal (1-4. fokozatnál), négy aranyozott és négy ezüst ponttal (5. fokozatnál) vagy ezüst pontokkal (6. fokozatnál).

## Nevezetes kitüntetettjei

### Nevezetes nemzetközi díjazottjai
- Andrzej Wajda (3. fokozat, 1995) lengyel filmrendező
- Jurij Tyemirkanov (3. fokozat, 2015) orosz karmester, zenepedagógus
- Ivica Osim (4. fokozat, 2016) jugoszláv válogatott bosnyák labdarúgó, edző
- Ion Caramitru (3. fokozat, 2017) román színész, politikus

### Nevezetes magyar díjazottjai
- Ujszászy István (3. fokozat: az arany sugarak a nyakszalaggal, 1942)[6]
- Szerdahelyi István (2. fokozat, az arany és az ezüst csillag, 2000)[7]
- Medgyessy Péter (2. fokozat, az arany és az ezüst csillag, 2003)[8]
- Hidasi Judit (3. fokozat: az arany sugarak a nyakszalaggal, 2005)[9]
- Vihar Judit (3. fokozat, az arany sugarak a nyakszalaggal, 2009)[10]
- Martonyi János (1. fokozat: a nagyszalag, 2016)[11]
- Pinczés István (5. fokozat: az arany és az ezüst sugarak, 2016)[12]
- Onczay Csaba (3. fokozat, 2019)[13]
- Varrók Ilona (4. fokozat, az arany sugarak a rozettával, 2024)[14]

## Fordítás
- Ez a szócikk részben vagy egészben  az   Order of the Rising Sun című angol Wikipédia-szócikk fordításán alapul.  Az eredeti cikk szerkesztőit annak laptörténete sorolja fel. Ez a jelzés csupán a megfogalmazás eredetét és a szerzői jogokat jelzi, nem szolgál a cikkben szereplő információk forrásmegjelöléseként.